# Kulpahar (stato)
Lo stato di Kulpahar fu uno stato principesco del subcontinente indiano, avente per capitale la città di Kulpahar.

## Storia
Kulpahar venne fondato come stato principesco nel 1700 dal raja Jagat Raj di Jaitpur, figlio del maharaja Chhatrasal, e venne riorganizzato da Senapati, un rajput Bundela che era figlio del raja Jagat. Lo stato di Kulpahar venne occupato dagli inglesi nel 1804 e venne proclamato stato principesco indipendente come parte dell'agenzia del Bundelkhand nell'agenzia dell'India centrale. I sovrani risiedevano a Nowgong, ma il forte di Kulpahar era formalmente sede della capitale amministrativa dello stato. Lo stato rimase tale sino al 1858 quando venne annesso all'India britannica dopo la sua partecipazione ai moti indiani del 1857.

### Governanti
I sovrani di Kulpahar portavano il titolo di raja.